# Distretto di Lokači
Il distretto di Lokači (Ucraino: Локачинський район) era un distretto dell'Ucraina, situato nell'oblast' di Volinia. Il suo capoluogo era Lokači. È stato soppresso in seguito alla riforma amministrativa del 2020.